# الوجه (مدينة)
الوجه هي حاضرة ومركز محافظة الوجه التابعة لمنطقة تبوك شمال غرب السعودية، وتقع على ساحل البحر الأحمر.

## الموقع
تقع على بعد 145 كم إلى الجنوب من ضباء على ساحل البحر الأحمر، وتبعد عن تبوك بمسافة تصل إلى 325 كم، ويحدها من الجنوب محافظة أملج وهي من المدن الساحلية القديمة، ومدينة الوجه تقع على إحدى هضاب الساحل الغربي للبحر الأحمر على خط عرض (26/14) وخط طول (26/27).

## السكان
يبلغ عدد سكان الوجه قرابة 45 ألف نسمة.

## تاريخ الوجه القديم والحديث
لمحافظة الوجه ميناء قديم تم استخدامه من قبل البحرية العثمانية من استخدامهم له والنزول فيه ويوجد بها معمل لتحلية المياه والذي يعتبر الأول من نوعه بالمملكة العربية السعودية وتشتمل أيضًا على مطار داخلي ويمر بها خط الساحل الدولي الذي يربط شمال المملكة بجنوبها، ويساهم في مرور الحجاج من الدول التي تحد السعودية من الشمال مثل سوريا والأردن وكذلك حجاج البر من مصر وشمال افريقيا وتركيا وغيرها الأمر الذي ساهم في ازدهار المنطقة اقتصادياً وعمرانياً. تضم الوجه أيضًا المدينة القديمة وبها قلعة يعود تاريخها إلى عهد العثمانيين وبها قلعة الزريب المشهورة والتي كانت محطة للحجاج ونقطة للعناصر الأمنية في بداية العهد السعودي، وقلعة الوجه التي بنيت في العهد العثماني والمنازل القديمة التي لازال جزء كبير منها باقيًا حتى الآن وأيضًا هناك مسجد الأشراف الذي يطل على البحر والذي تجاوز عمره 250 سنة وجامع البديوي الذي بني عام 1292هـ. من أسمائها بندر الوجه أو ميناء الحسن، وفي قواميس اللغة العربية نجد أن كلمة الوجه لها عدة معان منها ما يعني القليل من الماء وكذلك تأتي بمعنى الماء العذب الصبيب وأيضًا تأتي بمعنى منهل الوادي، ولعل وجود الماء على سطح الأرض عند مكان يسمى قلعة الزريب يدعم هذا القول وكان هذا المنهل إحدى المحطات الرئيسة على طريق الحج في العصر العباسي والفاطمي وبعد عام 667 هـ/ 1268م أصبح مصدراً مضمونًا للماء.

## التراث الحضاري

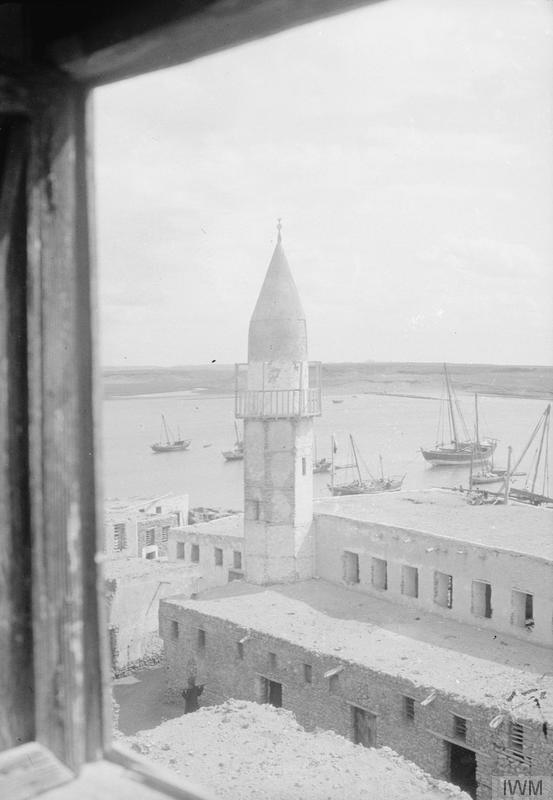

ويمثل التراث الحضاري لمحافظة الوجه ثروة كبيرة شاهدة على الرقي المعماري الذي عرف به سكان المحافظة وتشتهر بشوارعها وبأسماء حاراتها القديمة. وعرفت الوجه الصهاريج وهي من أشهر آثار الوجه وهي عبارة عن بناء مستطيل ذي فتحات سفلية تسمح بدخول مياه الأمطار بهدف جمعها داخل البناء واستخدامها للشرب عند نقص المياه ويبلغ طول الصهريج نحو 12مترا وعرضه 5أمتار ويصل عمقه إلى 5أمتار وهناك من يذكر أن عدد الصهاريج بلغ 20 صهريجًا. 
ويبلغ عدد الآبار المتبقية في وادي الزريب 17 بئرًا تنقسم إلى قسمين منها أحد عشر بئرًا تقع حول قلعة الزريب وهي الأقدم أما الآبار الست المتبقية فقد حفرت في نهاية العصر العثماني وتقع بالقرب من مصب وادي الزريب وتعرف الآن بآبار وادي السيل، ومن أهم آبار القسم الأول: المويلحة، بئر المقومة الجنوبية، بئر العمارة، بئر التجارية، بئر العجوة، بئر الشادوف، بئر المنزلاوي، بئر المقرنة، وبئر القلعة. 
أما أهم آبار القسم الثاني: والتي تقع في وادي السيل منها بئر سبيل هداج، بئر المنشية، بئر المعلم، بئر النقيعة، وبر السنوسي. 
وتوجد في محافظة الوجه ثلاث قلاع، إضافة إلى المساجد والزوايا القديمة يصل عمر بعضها إلى أكثر من 200 سنة فقد عرفت الوجه بوجود أقدم محكمة فيها وأول مدرسة ابتدائية عام 1333 هـ / 1914 م، وتأتي ثاني بلدية بعد بلدية مكة أنشئت عام 1324 هـ / 1906 م. 
الفنار البحري
أما بالنسبة للفنار البحري والذي أنشئ في ميناء الوجه مرشد السفن عام 1292 هـ / 1875 م على الجانب الجنوبي منه فقد لعب دورًا كبيرًا في السابق وزار الوجه العديد من الرحالة والمستشرقين ودونوا ذلك في كتبهم. 
بدأ التعليم في محافظة الوجه قديماً حيث أسست فيها أول مدرسة نظامية عام 1333 هـ / 1914 م، وكانت تسمى المدرسة الخيرية في أول تأسيسها ومن ثم المدرسة الأميرية عام 1344 هـ / 1925 مـ وبعد توحيد المملكة سميت بالمدرسة السعودية وما زالت تعرف بهذا الاسم إلى يومنا هذا.

## التعليم في الوجه
كان التعليم في الوجه قبل عام 1333 هـ / 1914 م يتم في الكتاتيب التي يعمل فيها معلم واحد ومنها كتاب الشيخ صالح منزلاوي من عام 1280/ 1863م إلى عام 1295هـ/ 1878م الشيخ سعيد شيخ من عام 1295 هـ / 1878 م إلى عام 1300 هـ / 1882 م وكتاب الشيخ محمد أحمد عيسى الفقيه من عام 1300 هـ / 1882 م إلى عام 1340 هـ / 1921 م ثم أنشئت مدرسة ضمت عدداً من التلاميذ سميت مدرسة الوجه الخيرية وعين لها الشيخ محمد أحمد العربي مديراً لها وهو من ذوي الخبرة والعلم وكانت اللغة الإنجليزية تدرس في هذه المدرسة وقت تأسيسها حتى عام 1340 هـ / 1921 م، ثم جاء من بعده الشيخ راغب قباني ومحمد علي النحاس الذي أصبح فيما بعد معتمد للتعليم في منطقة الأحساء، ثم جاء الشيخ مصطفى سحلي ثم عثمان القصباني رحمهم الله أجمعين. 
وفي عام 1373 هـ / 1953 م وهو العام الذي تأسست فيه وزارة المعارف سابقاً وزارة التعليم حالياً عين الأستاذ مصطفى حسين بديوي مديراً لهذه المدرسة وهو أحد طلابها ومن المتخرجين فيها وقد قام بالاتصال بوزارة المعارف لوضع ختم للمدرسة يحمل تاريخ تأسيسها عام 1333 هـ / 1914 م وقد تم ذلك فعلاً ثم جاء من بعده الشيخ محمود عبد الحميد بديوي.
وبعد استقرار البلاد أصدر الملك عبد العزيز أوامره بنشر التعليم في أنحاء المملكة كافة، الأمر الذي دفع أبناء البادية إلى الالتحاق بالتعليم، حيث قدم أبناء قرى الكر وأبو القزاز وبداء إلى محافظة الوجه وسجلوا في مدرستها في ذلك الوقت وصدر أمر ملكي بأن يفتح لهم مطعم خاص بهم لكونهم قدموا من البادية تقدم فيه الوجبات الغذائية على نفقة الدولة وكان عددهم 28 طالباً.

## السياحة في الوجه

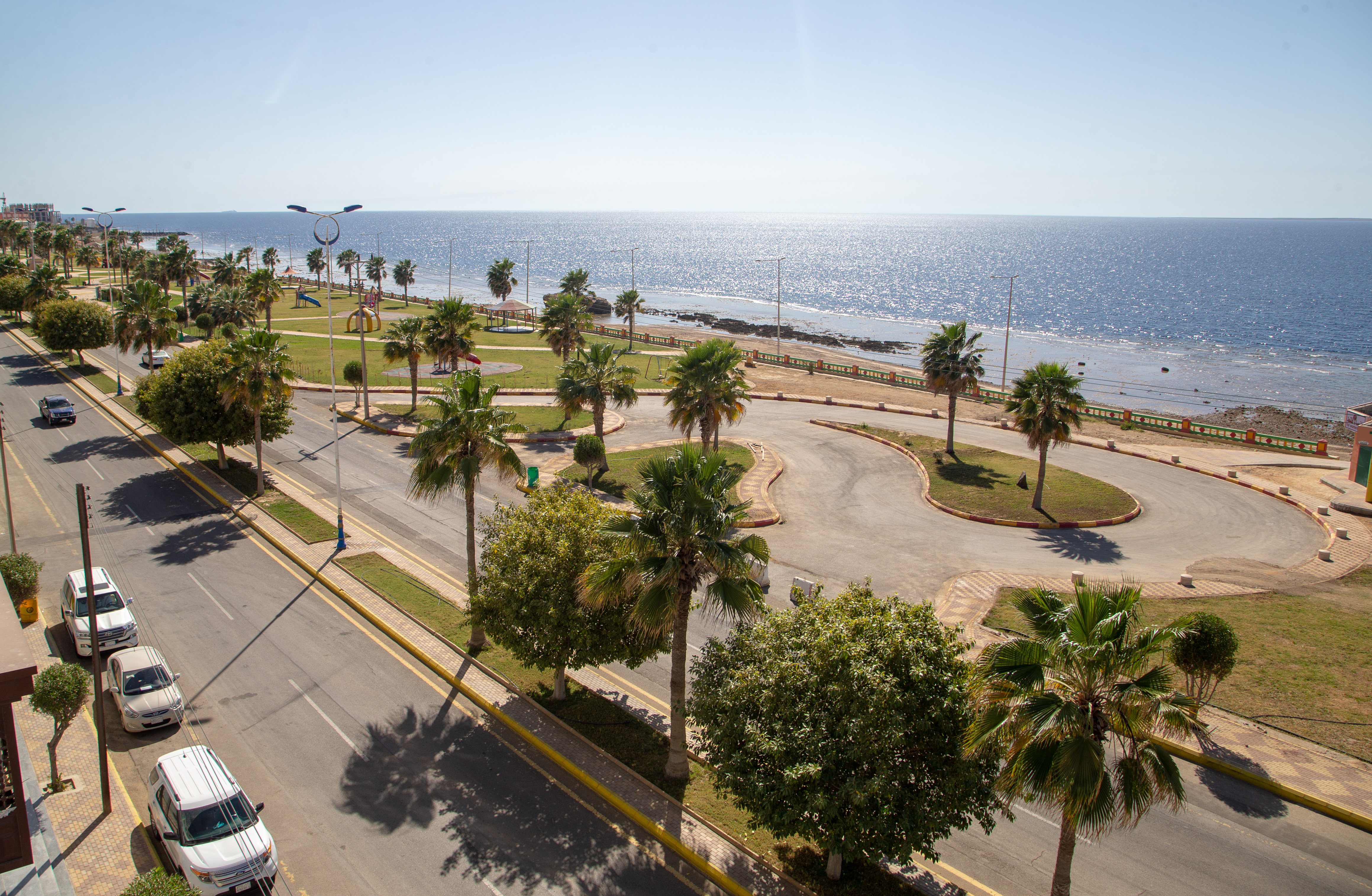
شاطئ الوجه على ساحل البحر الأحمر

وفي المجال السياحي تعد محافظة الوجه من أهم أماكن السياحة في منطقة تبوك حيث يحتضنها البحر بأمواجه وشواطئه الحالمة وتمتعها بالعديد من الجزر الواقعة على مقربة من الساحل، ويعتبر ميناء الوجه من أكثر أجزاء البحر الأحمر صفاءً وجمالًا مما يجعله عامل جذب سياحي خاصة لهواة الغطس واكتشاف الأعماق والباحثين عن صيد الأسماك ولاسيما جراد البحر (الاستاكوزا) الذي تتميز به محافظة الوجه عن غيرها. 
- قلعة الوجه وهي من القلاع القديمة ترجع إلى عام 1376 هـ / 1957 م حيث اتخذت موقعًا استراتيجيًا في حماية البلدة عند بنائها وتشرف في الوقت ذاته على الميناء وكذلك السوق القديم. 
- كورنيش البلد هو كورنيش البلدة القديمة وهو رصيف ضيق بعرض عشرة أمتار ويمتد كيلو مترين ويرتفع عن الشاطئ وفيه مقاعد أسمنتية وسور قليل الارتفاع. ويعد شاطئ خليج حواز وحويز من أجمل الشواطئ في الوجه ومن أكبرها وتبلغ مساحته 3.5 كيلو متر مربع بطول ستة كيلومترات تتنوع فيه البيئة الطبيعية وشاطئه بكر يمتد كيلو مترًا واحدًا ويبعد عن الوجه 60 كيلو مترًا شمالًا. 
- شاطئ الرصيفة يمتد ثلاثة كيلومترات متدرج بالعمق ويبعد عن الوجه 60 كيلومترا شمالًا ويتميز بتنوع طبيعة أرضه ما بين شاطئ رملي وصخري. 
- شاطئ خليج عنتر طوله ثلاثة كيلومترات ويبعد عن الوجه 45 كيلو مترًا شمالًا متدرج العمق وتحيط به هضاب وفيه أشجار الشورى. 
منطقة رال وتتكون هذه المنطقة الجبلية من صخور الجرانيت الممتدة على السهول الساحلية وتقع إلى الشرق من الوجه وفيها حياة طبيعية من الحيوانات خاصة الوعول التي حمى المواطنون وجودها على مدى 200 عام. 
- واحة بدا وتقع على بعد 100 كيلو متر إلى الشرق من الوجه وفيها موقع أثري قديم يكثر فيه الفخار والخزف الإسلامي الذي يرجع إلى القرنين الإسلاميين الثالث والرابع. 
- متنزه الكورنيش مساحته تقدر بـ 3500 متر مربع يمتد شريطًا ساحليًا وهو مرفق سياحي جيد لسكان المحافظة والزائرين وفيه العديد من الخدمات. 
- متنزه زاعم تقدر مساحته بـ 2000 متر مربع وفيه الكثير من الخدمات وفيه نقطة بحث وإنقاذ وهو من الشواطئ الجميلة التي تغري مرتاديها بالسياحة. 
- شاطئ الهدية جنوب الوجه ومساحته سبعة كيلومترات طريقه ترابي ممهد وشاطئه رملي متدرج الأعماق لمسافة خمسة كيلومترات وتقدر مساحته ب 2.5 كلم مربع. 
- قلعة الزريب التي بنيت عام 1026 هـ / 1617 مـ في عهد السلطان أحمد الأول على طريق الحج المصري لتكون حصنا لحماية قوافل الحجاج والمواد التي يختزنونها كمؤونة أثناء عودتهم من الأراضي المقدسة وتعد الآن من أهم الآثار الباقية في الجزء الشمالي الغربي من المملكة وهي مبنية من الحجر تتميز بطرازها المعماري لها أربعة أبراج ويقع مدخلها في الجزء الغربي وفيها بركتان لتخزين الماء وهي من سلسلة القلاع لحماية الحجيج.
سوق تراثية:تقع السوق القديمة على الشفة الشمالية للميناء أسفل الهضبة التي تقع عليها محافظة الوجه الحديثة.

## معرض صور

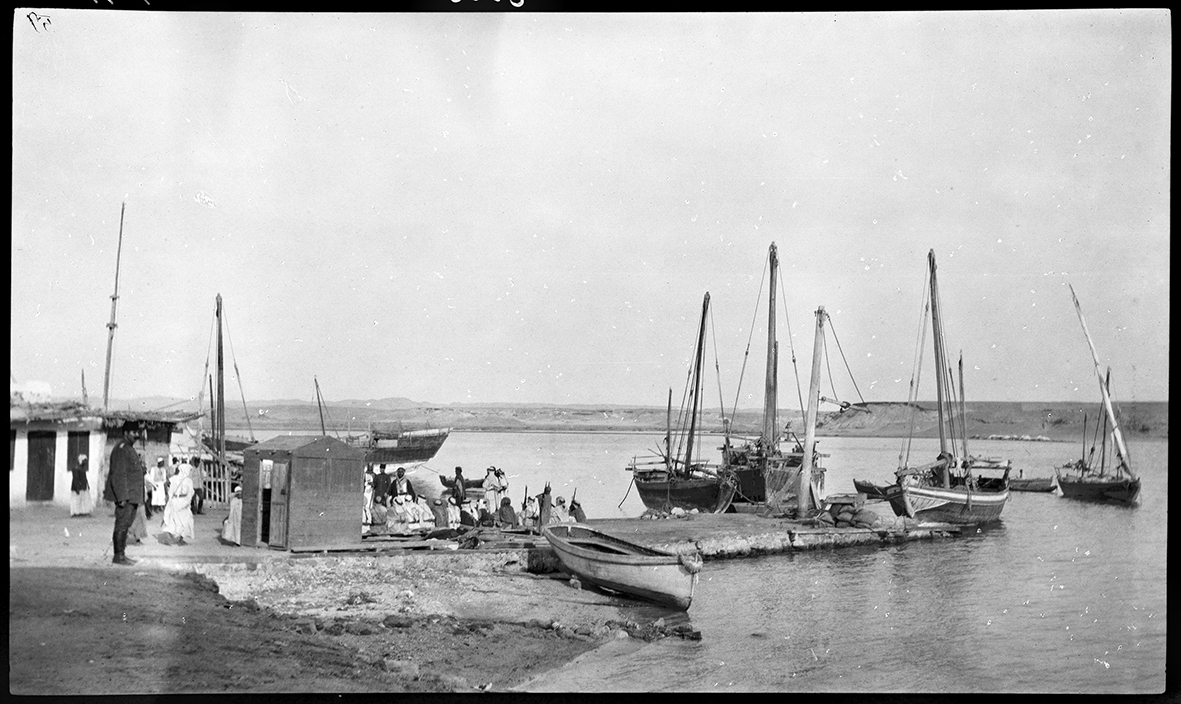
ميناء الوجه، إلتقط الصورة ليو فروبنيوس خلال زيارته عام 1915م.